# Luperina testacea
Luperina testacea là một loài bướm đêm trong họ Noctuidae.

## Hình ảnh

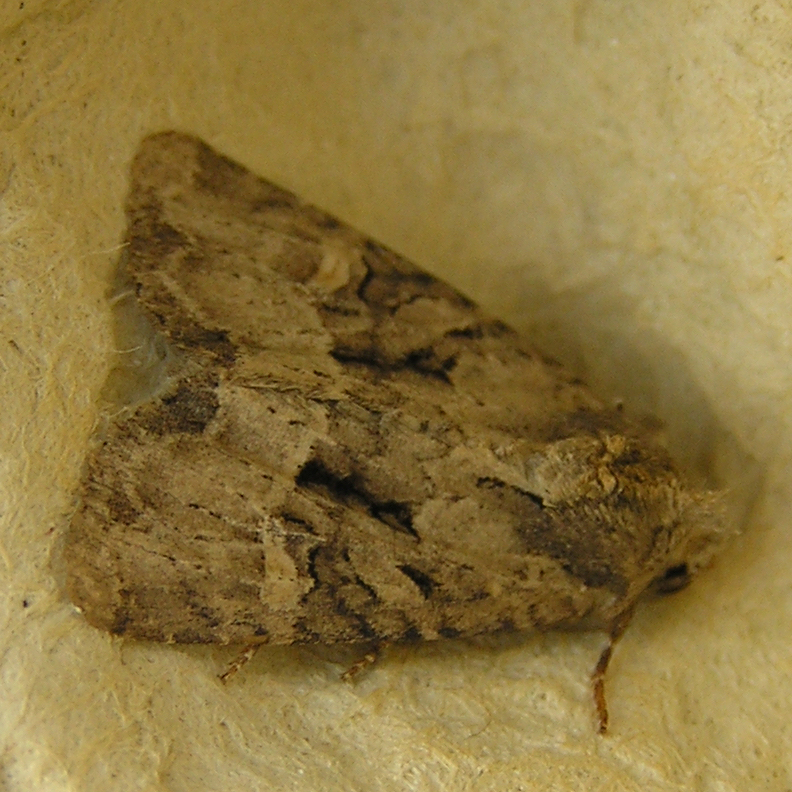
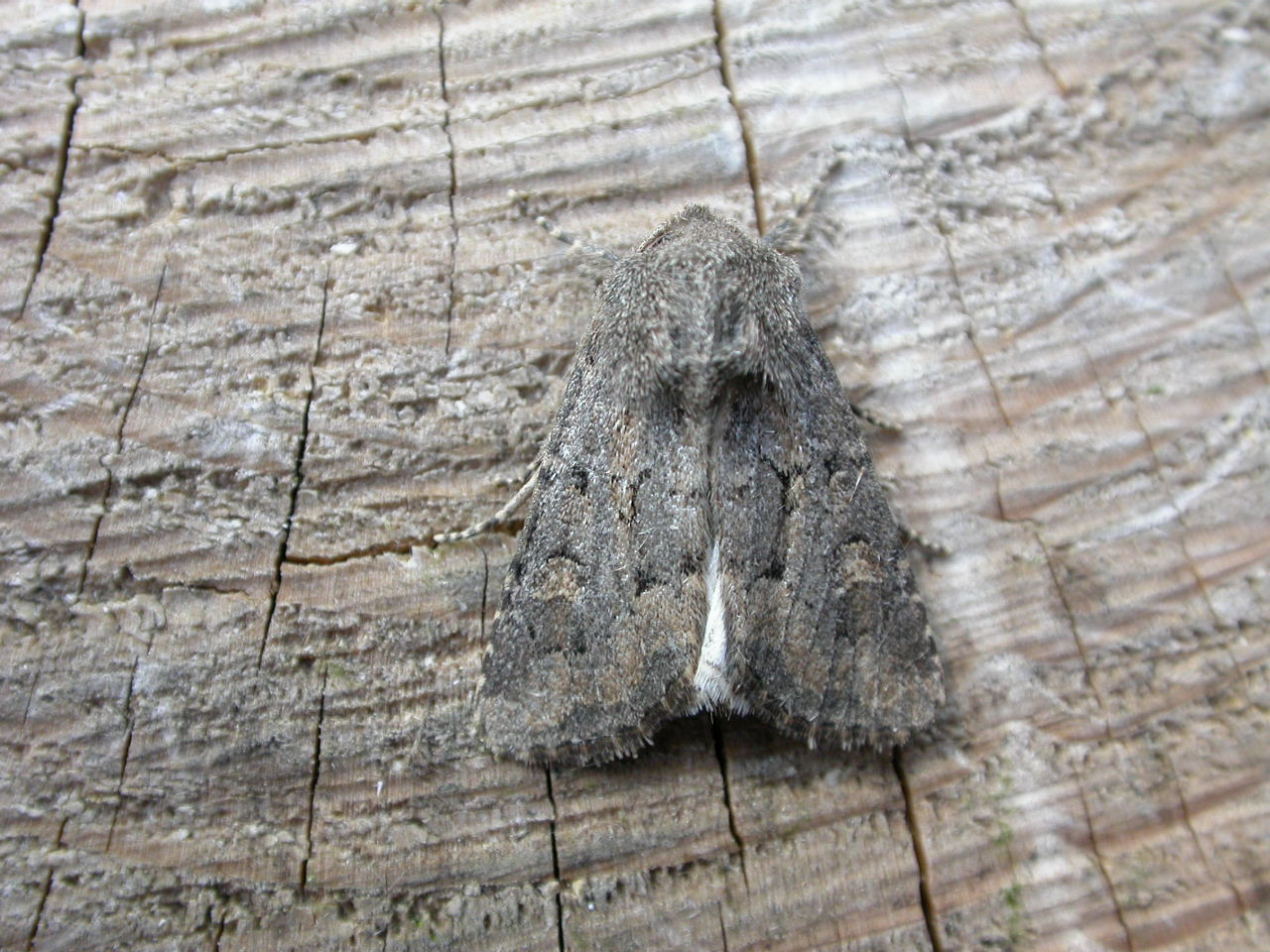
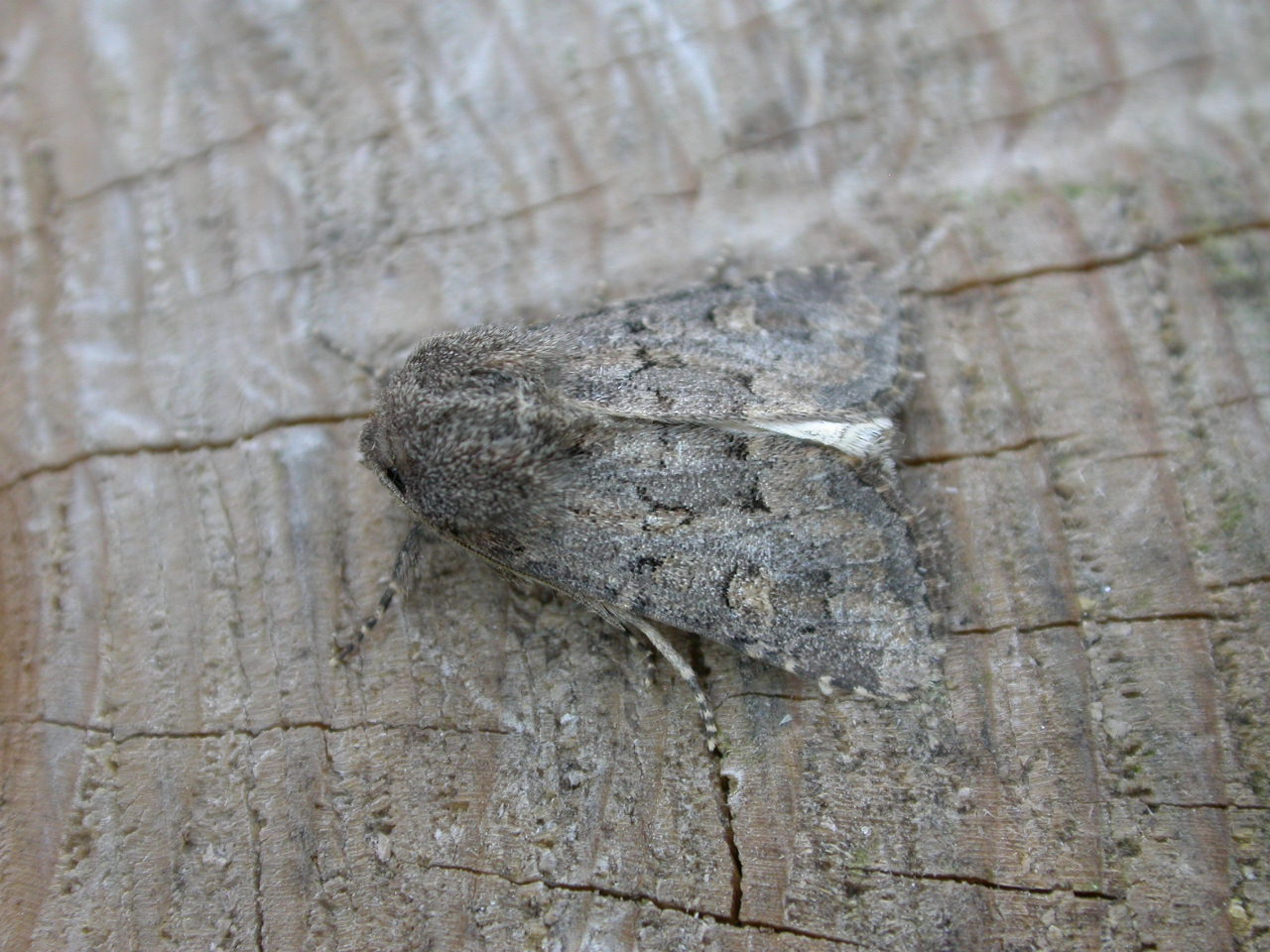
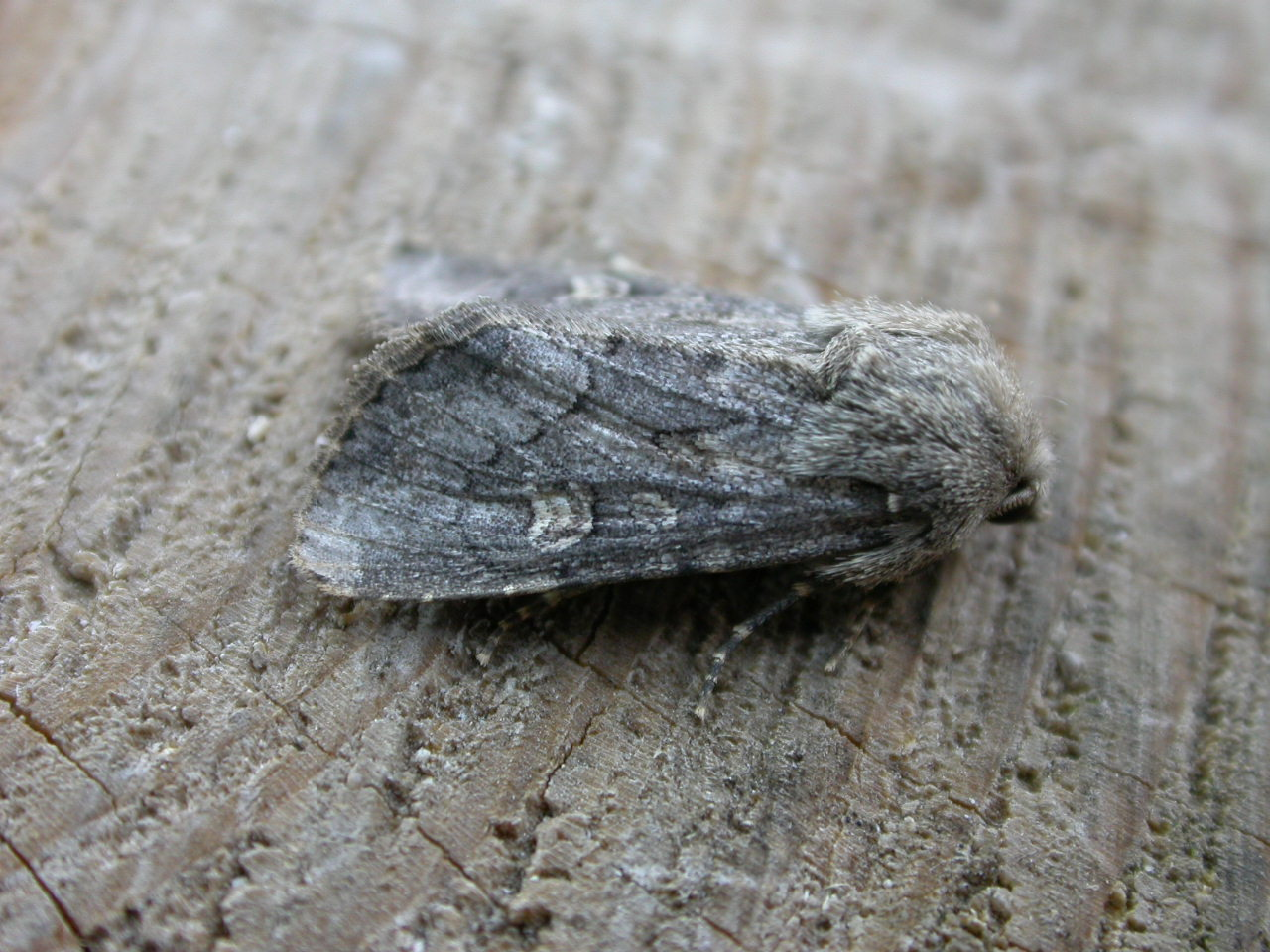